# La sopa
La sopa fue un programa de televisión venezolano, producido por la cadena E! Entertainment Television y conducido por Led Varela. El programa tiene la misma estructura de la versión norteamericana (The Soup), pero sus segmentos se van a nutrir de las producciones y los personajes que llenan la pantalla venezolana.

## Historia

### Antecedentes
Venezuela es el tercer país donde se ha estrenado una versión de The Soup, puesto que en el año 2005 se lanzó en Europa su versión en inglés, también en el año 2011 se lanzó en México, con la conducción del actor Eduardo Videgaray y en julio de este año se estrenó también La Sopa Colombia con Alejandro Riaño como host. 

### Estreno
La sopa, se estrenó el lunes 2 de septiembre de 2013 a las 8:30 de la noche, bajo la conducción del humorista Led Varela quien se ha destacado en la escena nacional gracias a sus presentaciones en el circuito de Stand up comedy local. Cada temporada de programa constó con 22 episodios, haciendo un total de 3 temporadas y 66 episodios.

### Final
Mediante un anuncio realizado por E! Entertainment Television a finales de marzo de 2016, el canal anuncio y oficializó la cancelación de tres de sus programas producidos en Venezuela: Zona Trendy, Coffee Break y La sopa.

## Formato
La sopa es un espacio semanal remake del programa norteamericano, The Soup conducido por Joel McHale. Adicionalmente, las estrellas de la televisión y del espectáculo comparten con Led el plató de La Sopa en calidad de invitados aunque no es nada raro que aprovechan la oportunidad para desquitarse con el anfitrión por algunas de sus reseñas.
Además el cierre de cada episodio se reserva para destacar el clip de la semana, un honor del que más de una producción o celebridad querría librarse. 